# Jurij Szełepnycki
Jurij Hryhorowycz Szełepnycki, ukr. Юрій Григорович Шелепницький, ros. Юрий Григорьевич Шелепницкий, Jurij Grigorjewicz Szelepnicki (ur. 18 stycznia 1965 w Łużanach) – ukraiński piłkarz, grający na pozycji obrońcy, a wcześniej pomocnika, reprezentant Ukrainy, trener piłkarski.

## Kariera piłkarska

### Kariera klubowa
Jest wychowankiem Bukowyny Czerniowce, w którym w 1983 rozpoczął karierę piłkarską. W 1989 został piłkarzem Czornomorca Odessa. Przez życzenie podpisać kontrakt z Trabzonsporem w 1992 nie pojechał z reprezentacją Ukrainy do USA, przez co więcej nie otrzymywał zaproszenia do reprezentacji. Po występach w Trabzonsporze w 1994 przeszedł do Altay S.K. Latem 2006 powrócił do Bukowyny, ale potem ponownie wyjechał do Turcji, gdzie bronił barw Denizlisporu. W 1998 po raz trzeci powrócił do Bukowyny, w której w 2002 zakończył karierę piłkarską.

### Kariera reprezentacyjna
29 kwietnia 1992 jako kapitan debiutował w reprezentacji Ukrainy w meczu towarzyskim z Węgrami, przegranym 1:3.

## Kariera trenerska
Jeszcze będąc piłkarzem Bukowyny Czerniowce od października 2002 pełnił również funkcje głównego trenera drużyny. Po rundzie jesiennej sezonu 2003/04 zakończył występy. Na stanowisku głównego trenera Bukowyny pracował do lata 2007.

## Sukcesy i odznaczenia

### Sukcesy klubowe
- zdobywca Pucharu Federacji Piłki Nożnej ZSRR: 1990
- brązowy medalista Mistrzostw Ukrainy: 1992
- zdobywca Pucharu Ukrainy: 1992
- brązowy medalista Mistrzostw Turcji: 1993

### Sukcesy indywidualne
- pierwszy kapitan w historii reprezentacji Ukrainy.

### Odznaczenia
- tytuł Mistrza Sportu ZSRR: 1989